# Mimi Peetermans
Mimi Peetermans, née le 30 avril 1929 et morte à Anvers le 21 janvier 2014 , est une présentatrice belge à la télévision flamande, aussi costumière et actrice.

## Biographie
Mimi Peetermans est devenue connue du grand public en 1955 en étant tante Ria aux côtés de Bob Davidse (nl) dans le programme pour enfants Kom toch eens kijken (nl). Par après, elle enseigne au Studio Herman Teirlinck et notamment à son futur mari, Herbert Flack.